# Gänsemarkt Passage
De Gänsemarkt Passage is een voormalig complex bestaande uit een overdekt winkelcentrum met winkels, horeca, kantoren en een parkeergarage. Het complex ligt in het stadsdeel Neustadt in de binnenstad van Hamburg. De passage was een van de eerste in het centrum van Hamburg en bood een doorgang van de Gänsemarkt naar de Colonaden.

## Ligging
De Gänsemarkt Passage ligt in het centrum van Hamburg. Het trapeziumvormig bouwblok van het complex wordt aan de zuidwestzijde begrensd door de Jungfernstieg, aan de westzijde de Büschstraße en aan de noordoostelijke zijde aan de bestaande bebouwing van de Colonaden. Aan de zuidoostelijke zijde grenst het complex aan bestaande bebouwing. Het centrum was bereikbaar met metro, bus en auto. 

## Geschiedenis
De Gänsemarkt Passage werd geopend in 18 oktober 1979. De bouwkosten bedroegen destijds 20 miljoen D-mark.
Eind 2022 werd gestart met de sloopwerkzaamheden van het complex en in april 2023 start de bouw van een nieuw complex naar een ontwerp van BiwerMau Architekten. In 2025 moet een nieuw gebouwenensemble met lichte gevels rondom binnenhofjes gereed zijn. Het complex bestaat uit meerdere gebouwen met een totale oppervlakte van 17.200 m². Hierin komen winkels, gastronomie, kantoren en een hotel en 20 woningen. De investeringen bedragen zo'n 250 miljoen.

## Eigendom en beheer
In 2019 werd het complex door de Signa Holding voor 115 miljoen gekocht van eigenaar MEAG.

## Gebruik
Het overdekte winkelcentrum had een winkeloppervlak van 6.500 m² en telde zo'n 25 winkels en horecagelegenheden verdeeld over de kelder, begane grond en eerste verdieping. Daarnaast bestaat het complex uit kantoren en een parkeergarage. De totale oppervlakte van het complex bedroeg 15.000 m², waarvan 2.600 m² in oude bebouwing aan de Colonaden. De passage sloot op 8 augustus 2022 haar deuren.